# Areteo de Capadocia

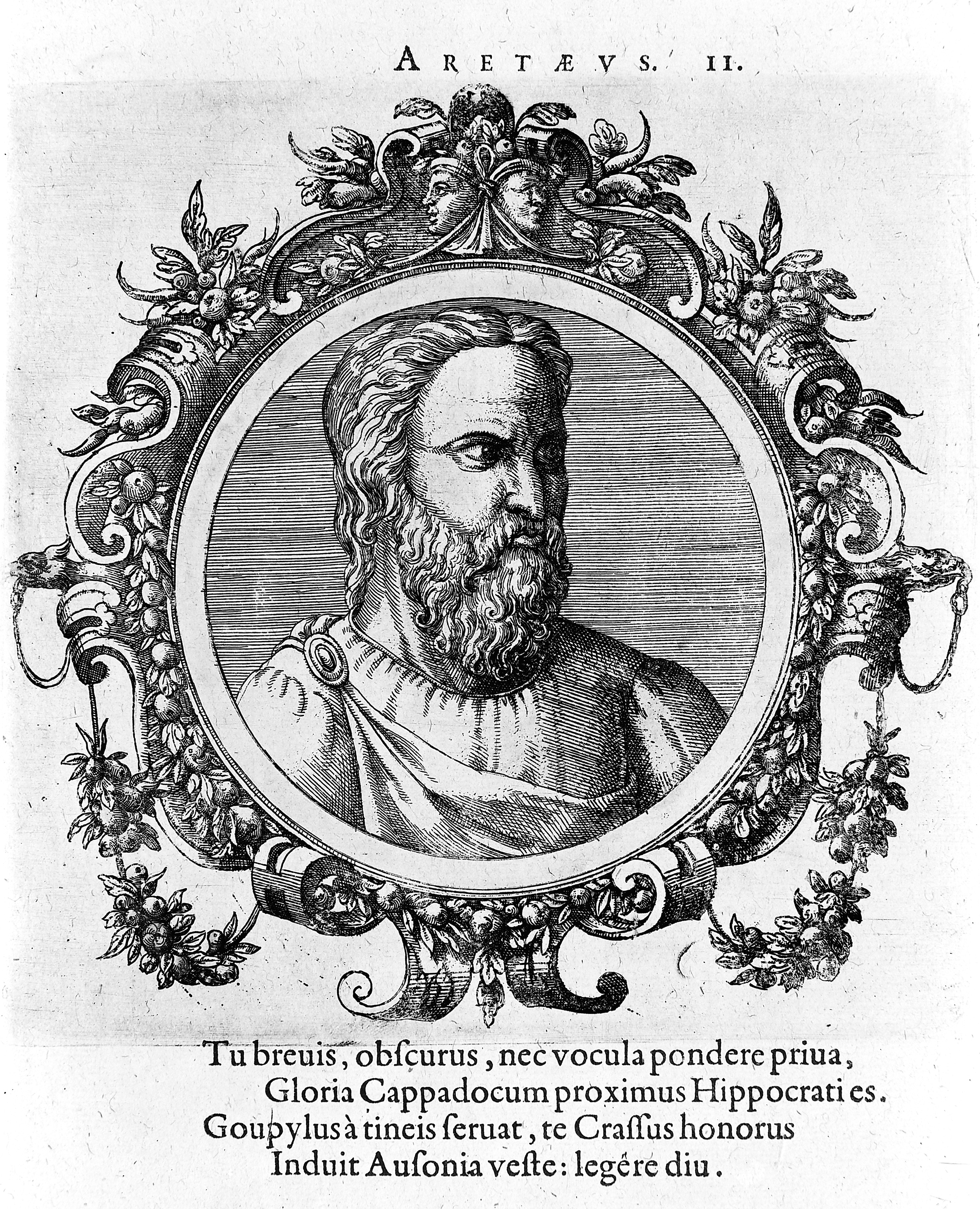
Grabado del siglo xvi que representa a Areteo de Capadocia

Areteo de Capadocia (en griego Ἀρεταῖος) fue un notable médico griego de época imperial romana, de cuya vida se conocen pocos datos. Probablemente nació en Capadocia (en la actual Turquía) y vivió durante la segunda mitad del siglo II, contemporáneo de Galeno.
Debió formarse en Alejandría (donde se permitían las autopsias) ya que sus conocimientos de anatomía visceral son muy completos. Es el primer médico en describir el cuadro clínico del tétanos, y a él se deben los nombres actuales de la epilepsia o la diabetes. Aunque no obtuvo la fama y el reconocimiento público de Galeno, el escaso material escrito que se ha conservado demuestra un gran conocimiento y un aún mayor sentido común.
Escribió un tratado titulado Sobre las causas y los síntomas de las enfermedades, uno de los mejores manuales clínicos de la antigüedad, donde describen con notable detalle los síntomas y métodos diagnósticos conocidos para muchas enfermedades. Sigue para ello en muchos casos la obra de Hipócrates, pero desarrolla ideas innovadoras en algunas patologías, considerándosele el primer médico en describir la celiaquía.
Su estilo simple y pragmático, así como su revisionismo crítico de la obra de Galeno, lo ha situado en el movimiento ecléctico.

## Obra
Se conservan ocho volúmenes de su obra De causis et signis morborum en un estado razonablemente bueno, excepto por algunos capítulos que se han perdido.
- De causis et signis acutorum morborum, dos volúmenes
- De causis et signis diuturnorum morborum, dos volúmenes
- De curatione acutorum morborum, dos volúmenes
- De curatione diuturnorum morborum, dos volúmenes

Sus obras fueron traducidas al inglés por el médico escocés Francis Adams como The Extant Works of Aretseus the Cappadocian [Las obras conservadas de Areteo de Capadocia] (1853), en una edición que incluía también el texto griego original.
La edición estándar del texto original griego es la de Karl Hude (1860-1936) en el Corpus medicorum graecorum (2ª ed., Berlín, Akademie-Verlag, 1958, ver en línea). La más reciente, bilingüe griego-francés, es Arétée de Cappadoce, Des causes et des signes des maladies aiguës et chroniques, R. T. H. Laennec, Mirko D. Grmek y Danielle Gourevitch, Ginebra, 2000.